# Ara
 Ovo je glavno značenje pojma Ara. Za druga značenja pogledajte Ara (razdvojba).
Ara je rod pravih papiga, koje žive na području od južnoga Meksika do brazilskih prašuma.
Obično žive u parovima ili u malim skupinama u kojima parovi održavaju međusobnu povezanost. Odrasli su do 90 cm dugi i među najvećim vrstama papiga. Jedna od najpopularnijih ara je modro-žuta ara (lat. Ara ararauna). Većinu svoga vremena provodi boraveći na drveću. Prvenstveno se hrane plodovima, sjemenjem, pupoljcima, nektarom i peludom; ponekad jedu i kukce.
Crveno-modra ara (lat. Ara macao) ima vatrenocrveno, modro, žuto i zeleno perje. Može uspraviti perje na zatiljku i/ili vratu. U zatočeništvu neke vrste postaju vješte u vokalnom izražavanju, a u prirodi se javljaju vrlo glasnim krikovima. Mogu biti različitih boja te živjeti oko 50 godina.
Rod Ara je utemeljio francuski prirodoslovac Bernard Germain de Lacépède 1799. godine.

## Vrste i podvrste
Postoji osam vrsta i tri izumrle vrste ara. Kubanska crvena ara posljednji put je primijećena 1864. godine, kada je jedan i ustrijeljen. Nekoliko koža ovih papiga sačuvano je u muzejima, ali nijedno jaje.
- Modro-žuta ara (Ara ararauna)
- Plavogrla ara (Ara glaucogularis)
- Zelenokrila ara (Ara chloropterus)
- Zelena ara (Ara ambiguus)
- Crveno-modra ara (Ara macao)
- Vojnička ara (Ara militaris)
- Crvenočela ara (Ara rubrogenys)
- Tamnočela ara (Ara severus )

### Izumrle vrste
- Kubanska crvena ara[4] (Ara tricolor)
- (Ara autocthones)
- (Ara guadeloupensis)